# St. Peter und Paul (Beuerberg)

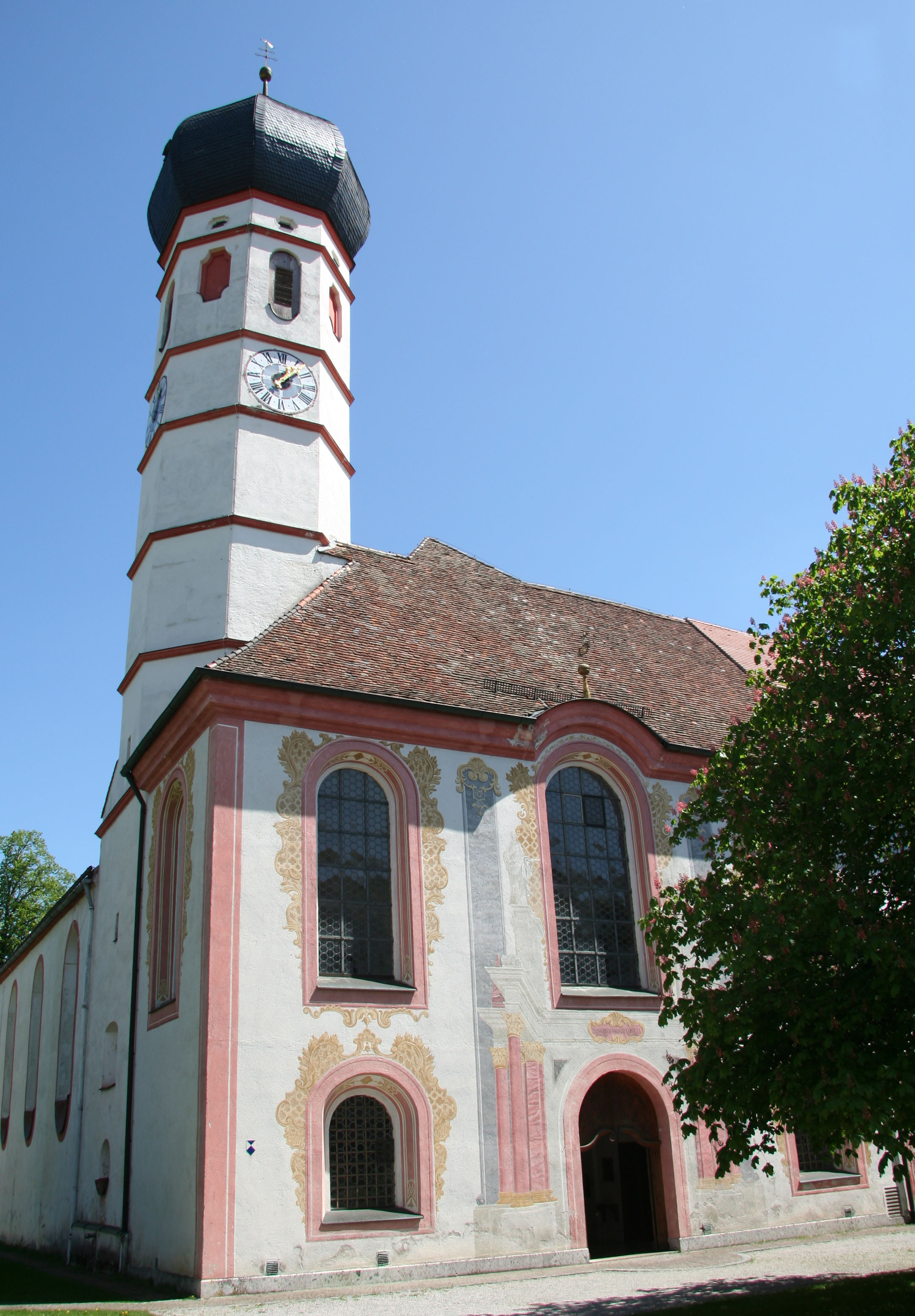
St. Peter und Paul in Beuerberg

Die katholische Pfarrkirche St. Peter und Paul in Beuerberg ist eine ehemalige Augustiner-Chorherren-Stiftskirche im Landkreis Bad Tölz-Wolfratshausen.

## Baubeschreibung

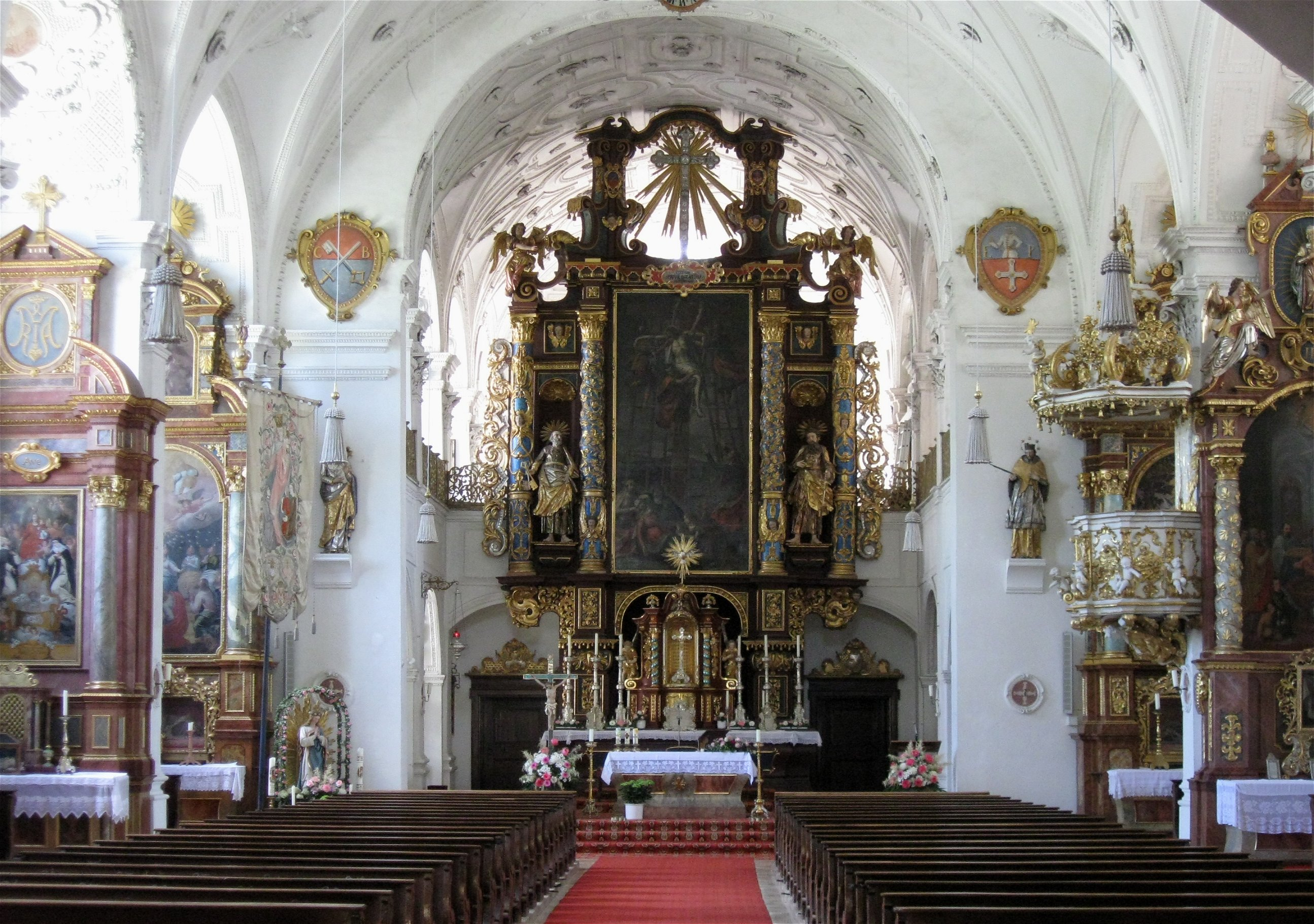
Inneres der Kirche mit Hochaltar

Die ehemalige Stiftskirche ist ein rechteckiger Saalbau, eine Wandpfeileranlage mit verhältnismäßig niederem, doch breitem Hauptschiff, überdeckt von einer gewaltigen Halbkreistonne, an deren Seiten je vier Seitenkapellen mit Quertonnen liegen. Der eingezogene Chor öffnet sich seitlich vor dem Hochaltar. Die Ausstattung ist reich an Barockkunstwerken, wie z. B. der Hochaltar und die Kanzel.

## Baugeschichte
Ab 1626 wurde die romanische Basilika nach einem Einsturz als barocke Wandpfeileranlage weitgehend neu errichtet.